# 1952 no teatro

## Nascimentos
| Data           | Nome             | Profissão        | Nacionalidade | Observações | Ref |
| -------------- | ---------------- | ---------------- | ------------- | ----------- | --- |
| 3 de março     | Ângela Vieira    | atriz            | Brasil        |             |     |
| 10 de setembro | Paulo Betti      | ator e produtor  | Brasil        |             |     |
| 15 de novembro | Miguel Guilherme | ator             | Portugal      |             |     |
| 15 de novembro | Ana Bustorff     | atriz            | Portugal      |             |     |
| 15 de novembro | Fernanda Serrano | atriz            | Portugal      |             |     |
| ??             | José Martins     | encenador e ator | Portugal      |             |     |

## Mortes
| Data | Nome | Profissão | Nacionalidade | Observações | Ref |
| ---- | ---- | --------- | ------------- | ----------- | --- |